# Le Pin (Allier)
Le Pin é uma comuna francesa na região administrativa de Auvérnia-Ródano-Alpes, no departamento Allier. Estende-se por uma área de 21,74 km². Em 2010 a comuna tinha 426 habitantes (densidade: 19,6 hab./km²).